# عزازيل ابن الشيطان (فلم)
آخر ورقة رعب مصري من إنتاج سنة 2014. الفيلم من إخراج  رضا الأحمدي وتأليف عمرو علي، وإنتاج  رضا الأحمدي،  ومن بطولة أيمن إسماعيل، وروان الفؤاد، وجميلة عزيز، وعفاف رشاد، ومصطفى درويش.

## ملخص القصة
- بتعويذة سحرية شريرة يتم تحضير الشيطان (عزازيل ابن إبليس) كي يقوم بإيذاء فتاة بريئة (روان فؤاد)، ويطلب (عزازيل) قربانا له من المرأة التي حضرت التعويذة، ويتم قبول القربان، ويتم السحر، يلتبس (عزازيل) الفتاة، ويجعلها تقوم بتصرفات مرعبة ومجنونة، إلا أن حبيب الطفولة (أيمن إسماعيل) الذي يتمتع بالصدفة بقدرات في كشف المس يعرف بالخبر، ومعًا يتحد الحبيبان لهزيمة الشيطان (عزازيل).

## طاقم التمثيل
- أيمن إسماعيل
- روان الفؤاد
- جميلة عزيز
- عفاف رشاد
- مصطفى درويش
- ياسر الشبراوي
- سهام بدوي
- عبد السلام الدهشان
- مصطفى العسكري
- حسن سليم
- ماهر سليم
- شريف رواش
- شريف مبروك

## الإنتاج
- كتب عمرو علي  قصة الفيلم، وكان الفيلم من إخراج رضا الأحمدي المنتج رضا الأحمدي...